# Керки
Керки (туркм. Kerki, в 1999—2017 годах — Атамурат) — город на востоке Туркменистана, административный центр Керкинского этрапа Лебапского велаята. Расположен на левом (западном) берегу Амударьи.

## История
Керки известен с X века. До 1917 года Керки был административным центром Керкинского бекства Бухарского эмирата.
Керкинский округ — Образован в 1924 году на территории бывшего Керкинского вилайета Туркменской АО Бухарской НСР.
Изначально делился на 4 тумена: Керкинский, Кизыл-Аякский, Халачский, Ходжамбасский.
В январе 1925 вместо туменов было образовано 6 районов: Келифский, Керкинский, Кизыл-Аякский, Ташрабадский, Халачский, Ходжамбасский. В конце года образован Карлюкский район.
В августе 1926 упразднены Келифский и Ташрабадский районы, создан Чаршангинский район.
Округ упразднён в июле 1930, как и большинство округов СССР. Районы переданы в прямое подчинение Туркменской ССР.
По данным переписи 1926 года численность населения составляла 128,3 тыс. чел. В том числе туркмены — 81,5 %; узбеки — 13,9 %; русские — 3,0 %.
С декабря 1943 года по январь 1947 года город был административным центром Керкинской области Туркменской ССР. 3 ноября 1956 года город областного подчинения Керки был переведён в районное подчинение Керкинского района.
29 декабря 1999 года город Керки был переименован в Атамурат в честь фронтовика Великой Отечественной войны, отца Туркменбаши, — Атамурата Ниязова.
25 ноября 2017 года парламент Туркменистана вернул городу историческое название.

## Транспорт
В городе имеются Международный аэропорт, автовокзал и железнодорожный вокзал. В 2021 году в городе открыт новый аэропортовый комплекс, пропускной способностью 100 пассажиров в час.
Железнодорожное движение с конца 2009 года осуществляется в следующих 3-х направлениях:
на северо-запад — до Туркменабада (в советское время станция называлась Чарджоу) длиной 203 км, построенная в 1999 г.;
на юго-восток — через открытый 16 сентября 2009 году 14-пролётный железнодорожный мост Атамурат — Керкичи через Амударью длиной 1414 метров до станции Керкичи на правом берегу и затем 125 км до приграничного Келифа и далее ещё 94 км до Термеза (Узбекистан);
на северо-восток — через тот же мост до станции Керкичи и затем 120 км до Карши (Узбекистан) через приграничный Талимарджан.
Проект на юг. Весной 2013 года достигнута договоренность о строительстве железной дороги Туркменистан — Афганистан — Таджикистан (ТАТ) в обход Узбекистана с юга. В ноябре 2015 года Туркменистан завершил сооружение 85 км участка по своей территории Керки — Имамназар (пограничный пункт). К ноябрю 2016 года проложены ещё 4 км железной дороги в Афганистан до станции Акина. Таджикистан предложил Афганистану 4 варианта маршрута для участка железной дороги между двумя странами, отдавая предпочтение кратчайшему маршруту Айвадж — Калдар — Хайратон. В этом случае часть маршрута ТАТ пройдёт по линии Хайратон — Мазари-Шариф, которую построил Узбекистан.
В 2009 году, после сдачи в эксплуатацию железнодорожного моста, начато строительство автомобильного моста через Амударью, соединяющего Керки с посёлком Керкичи. В феврале 2013 года автомобильный мост введен в строй. Проектирование и строительство железнодорожного и автомобильного мостов выполнили украинские подрядчики.

## География
Город расположен на левом берегу Амударьи, в 210 км к юго-востоку от Туркменабада.

## Учебные заведения
- Педагогическое училище готовит кадры для дошкольных учебных заведений, а также учителей младших классов общеобразовательных школ.

## Достопримечательности
Мавзолей Астана-баба. Входит в состав города-музея Керки, состоит из мечети и гробницы, которые были возведены в XI веке.
Мавзолей Алламбердара (Альмутасира) - является частью города-музея Керки. Это величественное здание, построенное в 11 веке на территории Северного Хорасана. Мавзолей построен в стиле архитекторов периода правления Сельджукидов, характеризуется значительными размерами и неординарным дизайном фасада. Фасад мавзолея обильно украшен декоративной орнаментальной кладкой, с применением резных фигурных кирпичиков.

## Известные уроженцы
- Мукум Султанов (1894—1976) — советский государственный, политический и общественный деятель. Депутат Верховного Совета СССР от Таджикской ССР (1937).
- Коган Борис Александрович (1935—2000) — советский и российский строитель. Председатель Марийского республиканского правления Научно-технического общества строителей (1963—1975), управляющий Марийским трестом крупнопанельного домостроения (1974—1992). Заслуженный строитель Марийской АССР (1982). Лауреат Государственной премии Марийской АССР (1983). Член КПСС.
- Костандов, Леонид Аркадьевич (1915—1984) — советский политический и государственный деятель.
- Каюм Тангрыкулиев (1930—2014) — советский и туркменский поэт, прозаик, народный писатель Туркменской ССР.
- Ариткулов, Рамиль Камильевич— российский легкоатлет, специалист по бегу на средние дистанции. Выступал за сборную России по лёгкой атлетике в 2000-х годах, обладатель серебряной медали Универсиады в Тэгу, победитель и призёр первенств национального значения, участник летних Олимпийских игр в Афинах.
- Атамурадов, Бегенч Чолигурдович— туркменский государственный деятель.
- Ерзин, Ахмед Абдуллаевич— советский хозяйственный, государственный и политический деятель.
- Жданов, Михаил Алексеевич— советский учёный геолог, специалист по нефтегазопромысловой геологии, доктор геолого-минералогических наук, профессор (1945).
- Комиссаров, Даниил Самуилович— советский и российский филолог— иранист и переводчик, разведчик, дипломат.
- Пулатов, Кары-Юлдаш Пулатович— узбекский и советский государственный, политический и общественный деятель.
- Стрижак, Олег Всеволодович— русский писатель, публицист.
- Шахбердыева, Майя— советская, туркменская оперная певица (колоратурное сопрано), педагог. Народная артистка СССР (1975).